# Намці
Намці (якут. Нам) — село, адміністративний центр Намського улусу Якутії.
Складова частина сільського поселення Ленський наслег.

## Історія і опис
Це один з найдавніших улусів Якутії. Вважається, що назву дав засновник улусу Мимак по імені свого батька Нама-бая (багатія), який жив на рубежі XVI-XVII ст.
Намці розташовані в Центральній Якутії, на лівому березі Лени, в її долині (Енсіелі). Відстань до м.  Якутськ : повітряним шляхом - 75км, наземним - 84 км, водним - 96. Населення складає 9130 чоловік (на 2013 рік ). Виконує функції місцевого організуючого центру. Намці, поряд з функціями улусного центру, одночасно є адміністративним центром і Ленського наслега.
У селі працює м'ясо-молочний комбінат, господарський центр лісопромислового ділянки. Є педагогічне училище, гімназія, три школи: загальноосвітня, музична і спортивна, Будинок культури, історико-етнографічний музей. Заклади охорони здоров'я, торгівлі і побутового обслуговування.
Намська улусна гімназія одна із президентських шкіл Республіки Саха.
Опорним базовим навчальним закладом в системі середньої педагогічної освіти Республіки Саха (Якутія)  є «Намський педагогічний коледж ім. І. Е. Винокурова», який також знаходиться в селі.
В селі Намці відкрито стадіон на три тисячі глядацьких місць. У селі Хамагатта побудований єдиний в республіці зал зведений в сільській місцевості  для змагань з футзалу. Він відповідає всім російським професійним стандартам. З 9 по 13 липня 2014 р в Намському улусі проводилися VI Спортивні ігри народів Республіки Саха (Якутія), на яких  змагалися по 14 видам спорту понад дві тисячі спортсменів з усіх куточків республіки.

## Населення
| 1939  | 1959  | 1970  | 1979  | 1989  | 2002  | 2010    |
| ----- | ----- | ----- | ----- | ----- | ----- | ------- |
| 601   | ↗2810 | ↗4484 | ↗5167 | ↗6631 | ↗8249 | ↗8890   |
| 2012  | 2013  | 2014  | 2015  | 2016  | 2017  | 2018    |
| ↗8979 | ↗9130 | ↗9207 | ↗9409 | ↗9683 | ↗9892 | ↗10 044 |

## Інтернет, зв'язок і телебачення
Мобільний інтернет і мобільний зв'язок надають:  Мегафон, Білайн і МТС,
21 грудня 2012 року офіційно запустили цифрове телерадіомовлення. Йде мовлення 10 каналів і 3 радіоканалів, які доступні всім жителям Намського улусу.
25 грудня 2012 року в селі Намці урочисто була запущена в експлуатацію волоконно-оптична лінія зв'язку Якутськ - Намці. Тому у Намці з'явилися безлімітні тарифи та інтерактивне телебачення «Ростелекома». Дана лінія об'єднала місто Якутськ, селище Тулагіно та населені пункти Намського району: Нікольци, Кисил-Сир, Партизан, Хрест-Китил і с. Намці.

## Пам'ятки
У 2016 році відкрито пам'ятник Іллі Винокурова.